# Estação Piqueri
A Estação Piqueri é uma estação ferroviária, pertencente à Linha 7–Rubi da CPTM, localizada na Zona Norte de São Paulo, no distrito de Pirituba. Futuramente, atenderá mais uma linha da CPTM, ainda sem cor e numeração definidos, mas deverá ligar o Piqueri até a futura estação Monte Belo, na região do Butantã.

## História
A estação Piqueri foi inaugurada pela EFSJ em 1º de junho de 1960, com o nome de Quilômetro 88. A sua localização foi muito discutida durante a década de 1960, sendo que, em 1962, a estação foi renomeada para Nossa Senhora do Ó. Após muitas brigas entre associações de bairros, a estação recebeu seu nome definitivo em 1º de novembro de 1969: Piqueri.
Nos anos 1970, a RFFSA incorpora a EFSJ e reconstrói a estação, a inaugurando em agosto de 1975.
Desde 1o de junho de 1994, é administrada pela CPTM.

## Tabela
| Sigla | Estação | Inauguração        | Integração               | Plataformas | Posição    | Notas                           |
| ----- | ------- | ------------------ | ------------------------ | ----------- | ---------- | ------------------------------- |
| PQR   | Piqueri | 1 de junho de 1960 | Bilhete Único da SPTrans | Laterais    | Superfície | Estação reconstruída pela RFFSA |